# Vizcondado de Güell
El vizcondado de Güell es un título nobiliario español creado por el rey Alfonso XIII en favor de Claudio Güell y López —hijo de Eusebio Güell y Bacigalupi, I conde de Güell y de su esposa Luisa Isabel López y Bru, hija del I marqués de Comillas— mediante real decreto del 29 de mayo de 1911 y despacho expedido el 22 de julio del mismo año.

## Vizcondes de Güell
|                           | Titular                   | Periodo                   |
| Creación por Alfonso XIII | Creación por Alfonso XIII | Creación por Alfonso XIII |
| ------------------------- | ------------------------- | ------------------------- |
| I                         | Claudio Güell y López     | 1911-1921                 |
| II                        | Eusebio Güell y López     | 1921-1955                 |
| III                       | Eusebio Güell y Jover     | 1957-1991                 |
| IV                        | Eusebio Güell y Sentmenat | 1991-2018                 |
| V                         | Eusebio Güell y Malet     | 2018-hoy                  |

## Historia de los vizcondes de Güell
- Claudio Güell y López (n. Comillas, 14 de septiembre de 1879), I vizconde de Güell.[1]

El 15 de octubre de 1921 le sucedió su hermano:
- Eusebio Güell y López (Barcelona, 31 de diciembre de 1877-3 de julio de 1955), II vizconde de Güell, mayordomo de semana del rey, caballero de la Real Hermandad del Santo Cáliz de Valencia, Gran Cruz de la Orden de Isabel la Católica, presidente del Real Círculo Artístico de Barcelona, miembro de la Hispanic Society of America.[4][1]

Casó el 24 de junio de 1901, en San Sebastián, con Consuelo Jover y Vidal, II marquesa de Gelida, hija de la II marquesa de Moragas. El 31 de diciembre de 1957 le sucedió su hijo:
- Eusebio Güell y Jover (Barcelona, 19 de enero de 1904-28 de junio de 1990), III vizconde de Güell, III marqués de Gelida, académico de la Real de Bellas Artes de Sant Jordi, presidente del Real Círculo Artístico de Barcelona y de la Fundación Güell i de Amics de Gaudí.[4]

Casó el 14 de enero de 1927 con Luisa de Sentmenat y Güell (1902-1993). El 25 de abril de 1991, previa orden del 15 de marzo del mismo año para que se expida la correspondiente carta de sucesión (BOE del 29 de abril), le sucedió su hijo:
- Eusebio Güell y Sentmenat, IV vizconde de Güell, IV marqués de Gelida.[4]

Casó con María del Carmen Malet y de Travy (n. 1930). El 22 de noviembre de 2018, previa orden del 1 de octubre del mismo año para que se expida la correspondiente carta de sucesión (BOE del día 15), le sucedió su hijo:
- Eusebio Güell y Malet, V vizconde de Güell.[3]